# Помпоний Магиан
Помпоний Магиан (на латински: Pomponius Magianus, на гръцки: Πομπώνιος Μαγιανός) е римски управител (legatus Augusti pro praetore Thraciae) на провинция Тракия по времето на август Гордиан III и августа Транквилина през 242 г.

## Биография
Произхожда от плебейския римски род Помпонии. Негов баща е П. Помпоний Корнелиан, а майка му е Юлия Магиа. Брат му Помпоний Юлиан е управител на Арабия през 236 г.
Участва в посрещането на Гордиан III в Тракия и военните действия, които този август води в Долна Мизия срещу нахлулите готи през 242 г. За посрещане на августите издига по Диагоналния път пътни колони с управата на Августа Траяна (дн. Стара Загора) при пътна станция Арзус (дн. Калугерово), с управата на Филипопол (дн. Пловдив) при с. Оризаре и с. Скутаре, с управата на Сердика (дн. София) при с. Долни Лозен и с управата на Пауталия (дн. Кюстендил) при с. Волуяк. След постигнатите победи на Балканите Гордиан III продължава с похода си към Персия.